# Bebeto de Freitas
Paulo Roberto de Freitas, dit Bebeto de Freitas (né le 15 janvier 1950 à Rio de Janeiro et mort le 13 mars 2018 à Vespasiano), est un dirigeant sportif brésilien. 
Il est président du Botafogo de Futebol e Regatas.

## Biographie
Bebeto de Freitas fut également un important joueur de volley du Botafogo FR, ayant conquis onze titre de champion de l'État de Rio de Janeiro consécutifs entre 1965 et 1975.
Bebeto fut ensuite entraîneur de volley. Il a notamment dirigé l'équipe de la « génération d'argent » (équipe brésilienne de volley, médaille d'argent aux Jeux olympiques de Los Angeles en 1984), ainsi que la sélection italienne de volley entre 1995 et 1998, qu'il a mené au titre mondial.

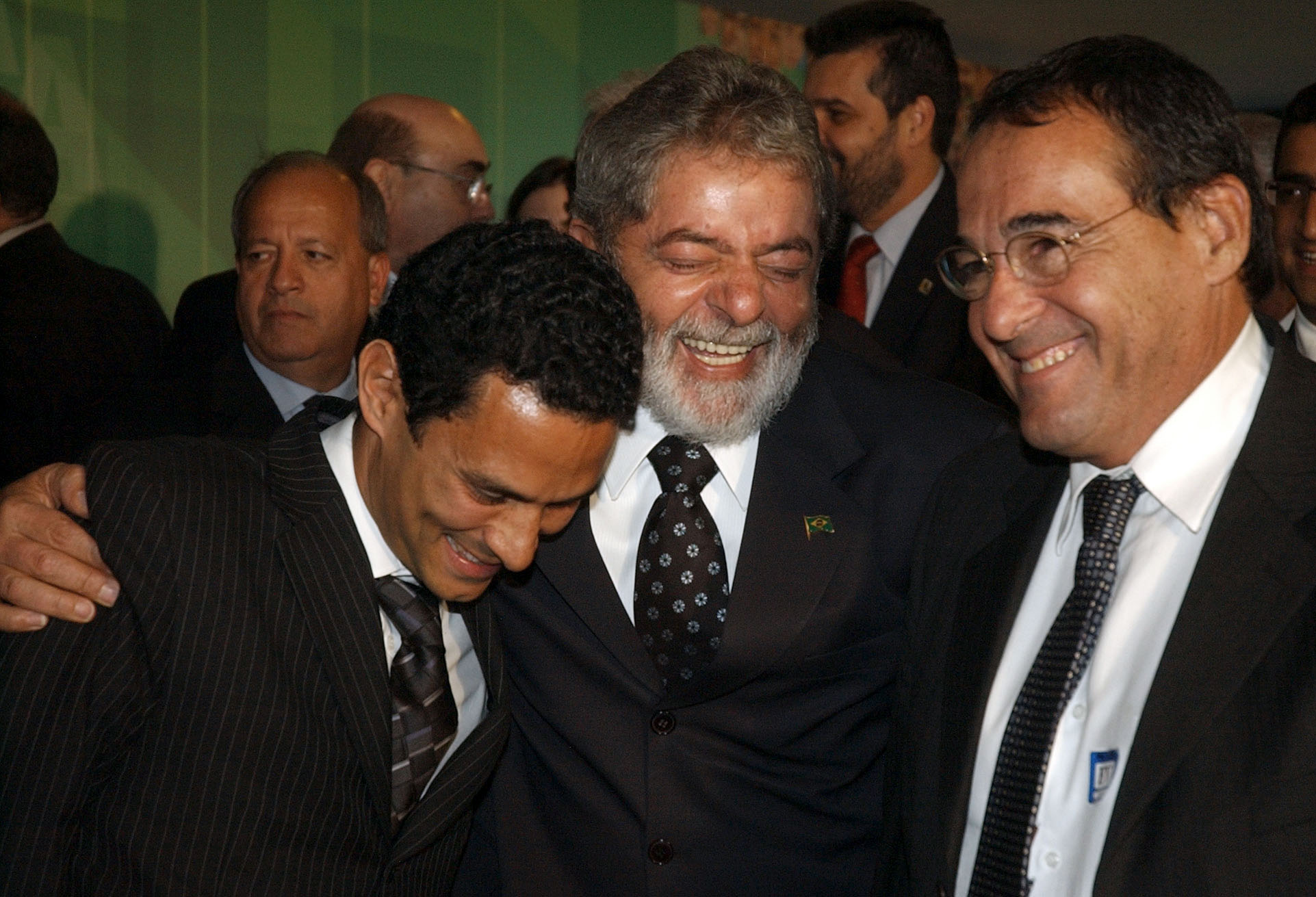
Túlio (milieu de terrain du Botafogo), Lula et Bebeto de Freitas durant la cérémonie de signature du décret qui réglemente la Timemania, jeu de loterie sur le football.

Bebeto de Freitas connut un passage rapide au Clube Atlético Mineiro, en tant que manager de 1999 à 2001. Ce passage dans le football lui donna l'envie de diriger le Botafogo, le club de son cœur. Au début de l'année 2002, il accède à la place de directeur du club de Rio de Janeiro, mais se retire rapidement après quelques mois pour pouvoir se porter candidat à la présidence et pour se démarquer de la gestion du président de l'époque, Mauro Ney Palmeiro.
Durant son mandat de président du Botafogo FR, l'équipe de football gagna la Taça Guanabara et le championnat de l'État de Rio en 2006 ainsi que la Taça Rio en 2007. En amateur, le club remporta également plusieurs titres, notamment en water polo, basket-ball, volley-ball et natation. Sa présidence vit aussi le retour du club en série A du championnat du Brésil. Enfin, le 3 août 2007, le Botafogo concrétisa la concession du stade olympique João Havelange, son nouveau stade.
Après la finale de la Coupe Guanabara de 2008, révolté par l'arbitrage, il présenta sa démission au motif qu'il ne « supporte plus les choses qui se passent dans le football carioca ».